# Kopci (przystanek kolejowy)
Kopci (biał. Копці; ros. Копты, ros. nazwa normatywna Копти) – przystanek kolejowy w miejscowości Kopci, w rejonie witebskim, w obwodzie witebskim, na Białorusi. Położony jest na linii Smoleńsk - Witebsk.